# Eduard Josef Lobkowicz
Maria Eduard Josef August Sidonius Jan Nepomuk Anton Alois Kašpar princ Lobkowicz (20. června 1899 zámek Hradiště – 2. ledna 1959 Freiburg im Breisgau) byl příslušník dolnobeřkovické linie českého šlechtického rodu Lobkowiczů (Lobkoviců) a důstojník československé armády v zahraničí během druhé světové války.

## Život

### Před první světovou válkou
Maria Eduard Josef August Sidonius Jan Nepomuk Anton Alois Kašpar princ Lobkowicz se narodil 20. června 1899 na zámku Hradiště v Blovicích jako první potomek a nejstarší syn Augusta Jiřího z Lobkowicz (1862–1921) a jeho manželky Marie (Irmy), roz. Pálffyové z Erdödu a Újezda (1866–1950). Vystudoval osmileté gymnázium a absolvoval dva ročníky vysoké obchodní školy ve Vídni.

### První světová válka
Během první světové války byl Eduard Josef Lobkowicz povolán do c. a k. armády a v roce 1917 absolvoval školu pro důstojníky v záloze ve Stockerau. Následně sloužil u dragounského pluku 15 na italské frontě. Dosáhl hodnosti poručíka.

### Mezi světovými válkami
Po skončení první světové války pokračoval Eduard Josef Lobkowicz ve službě v Československé armádě, kterou ukončil jako poručík jezdectva v záloze. Dokončil studia ve Vídni a na začátku roku 1925 odjel do Spojených státech amerických, kde čtyři měsíce pracoval jako úředník v obchodním domě. V srpnu téhož roku se oženil a z manželství následně vzešly tři děti. V USA dál působil v bankovnictví na Wall Street, od roku 1931 pak ve Francii, kam se s rodinou přestěhoval.

### Druhá světová válka
Dne 4. září 1939 se nabídl Eduard Josef Lobkowicz československé zahraniční armádě a 23. září byl odveden. Povolán byl 15. dubna 1940 do Agde, kde vznikala československá jednotka, a to ke smíšenému přezvědnému oddílu. Po pádu Francie se přesunul do Velké Británie. Díky svým jazykových schopnostem byl odeslán do Palestiny, kde začal od 5. října 1940 působit u tamní československé vojenské skupiny. Dne 31. května 1941 byl ustanoven styčným důstojníkem československého pěšího praporu 11 - Východního a to pod pseudonymem Eduard de Lorme. Mj. byl nasazen u Tobruku. V březnu 1942 byl raněn, jeho manželce byla odeslána mylná zpráva, že je nezvěstný, což bylo vyjasněno až po několika měsících. Na návrh Jana Masaryka byl 18. června 1942 přidělen k úřadu vojenského a leteckého přidělence ve Washingtonu. Službu v armádě ukončil 30. září 1945 v hodnosti kapitána jezdectva.

### Po druhé světové válce
Po druhé světové válce obnovil Eduard Josef Lobkowicz své působení ve finančním světě. Pracoval jako broker u firmy Fahnestock & Co. Zemřel 2. ledna 1959 ve Freiburgu im Breisgau v Německu.

## Rodina

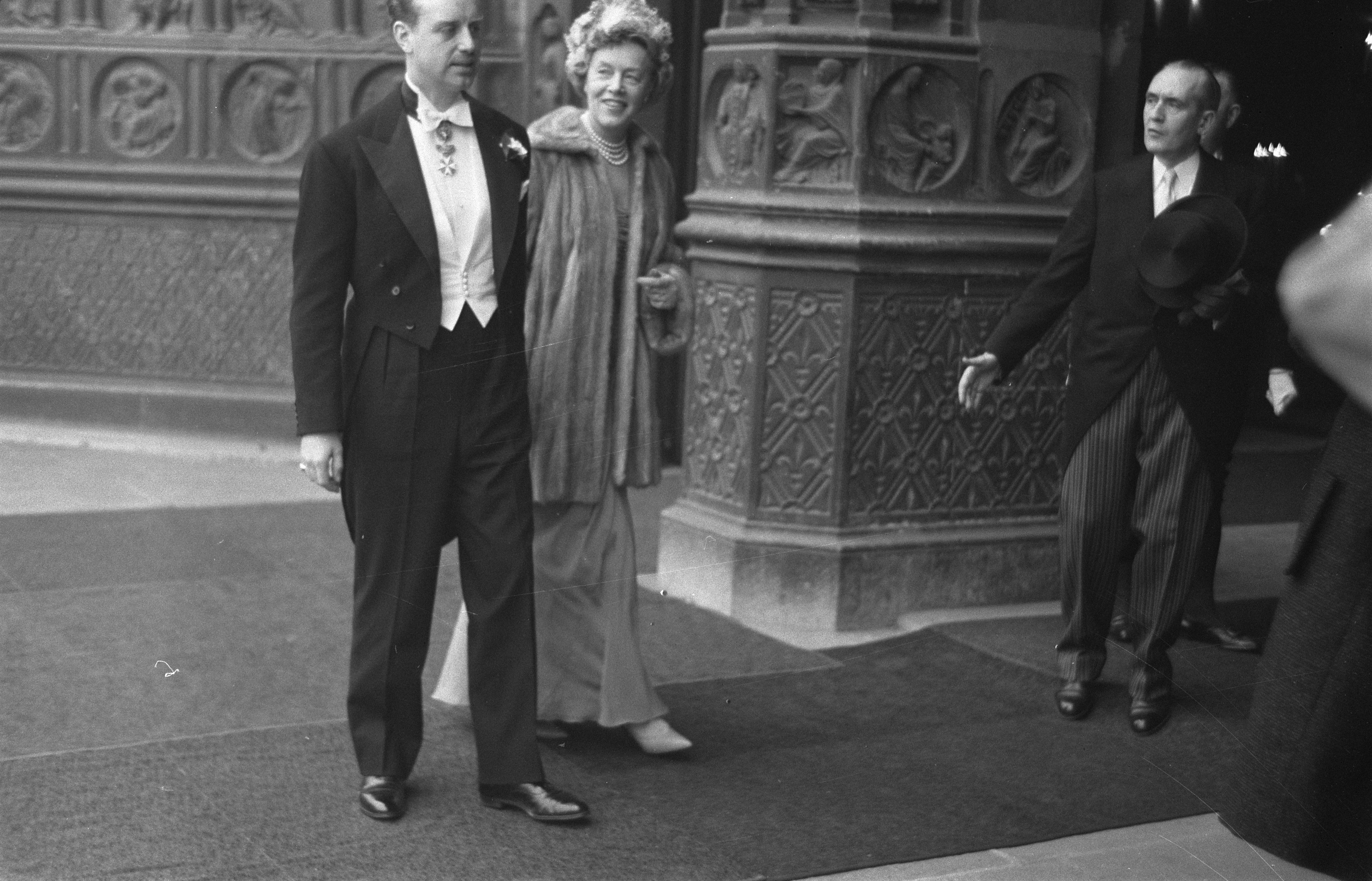
Rok 1960, manželka Eduarda Josefa Lobkowitze Anita a syn Eduard v den jeho svatby

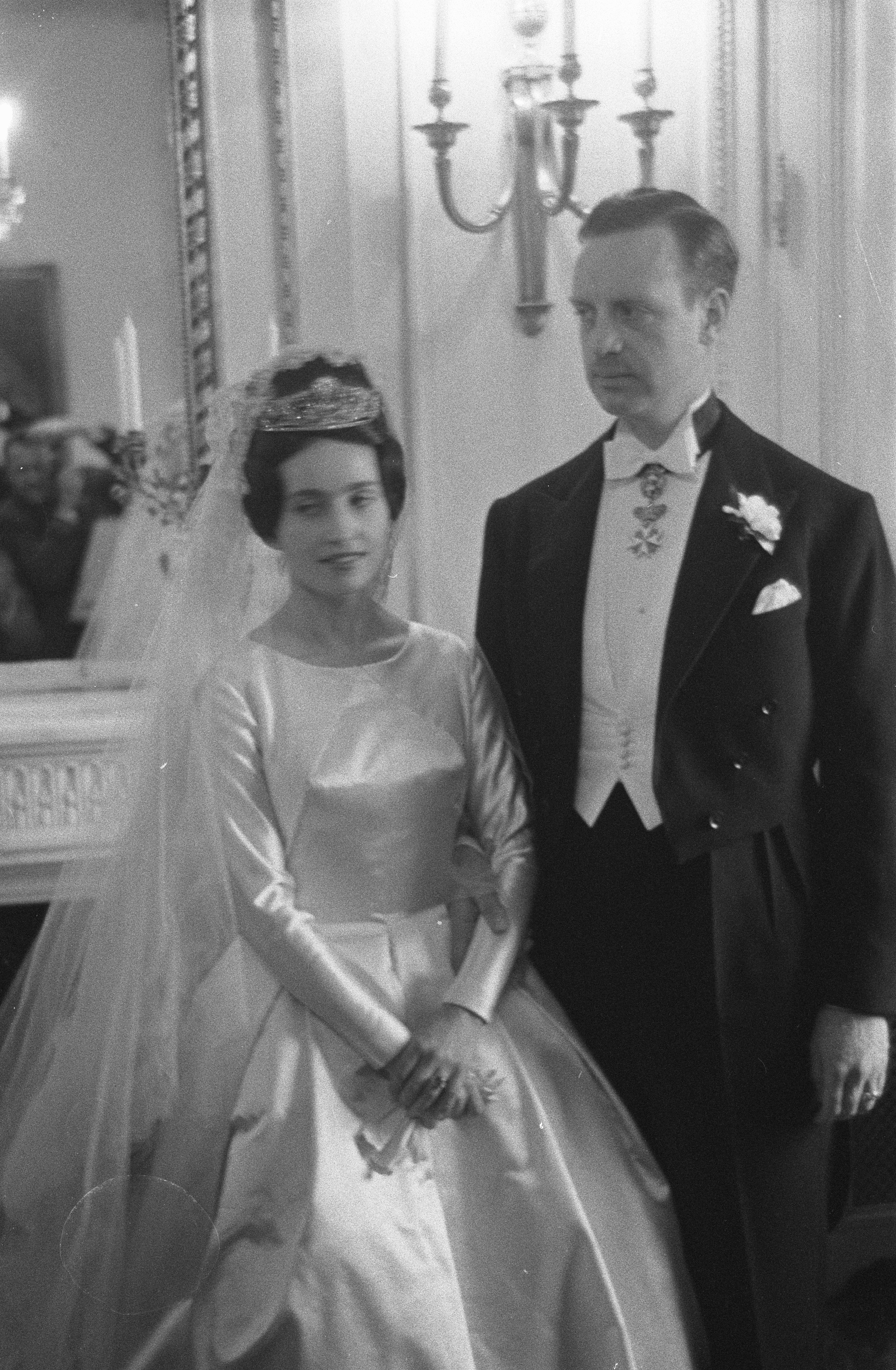
Rok 1960, syn Eduarda Josefa Lobkowitze Eduard a Františka Bourbon-Lobkovicová jako novomanželé

Ve Spojených státech amerických se 29. srpna 1925 ve Watch-Hill v Rhode Islandu oženil s golfistkou a finančnicí Anitou Lihme (4. 11. 1903 Pern, Illinois – 14. 5. 1976 New York), dcerou chicagského průmyslníka Christiana Bai Lihme a Olgy Hegeler. Narodily se jim tři děti:
- 1. Eduard (12. 6. 1926 New York - 2. 4. 2010 Paříž), velvyslanec Maltézského řádu
  - ⚭ (11. 12. 1959 Besson, Allier, Francie) Françoise princezna Bourbon-Parma (* 19. 8. 1928 Paříž)
- 2. Jiří (9. 11. 1928 New York – 21. 8. 1950 Paříž)
- 3. Anita (* 13. 12. 1937 Neuilly-sur-Seine), novinářka
  - I. ⚭ (20. 9. 1958 St. Luperce, rozvedeni) Charles Louis Comte de Cossé Brissac (* 23. 5. 1931 Lyon)
  - II. ⚭ (29. 5. 1999) Jean Charles

## Vyznamenání
- Československý válečný kříž 1939
- Řád čestné legie
- Vojenský kříž (Velká Británie)
- Čestný rytíř Maltézského řádu